# 2022年喬治亞州副州長選舉
2022喬治亞州副州長選舉將於2022年11月8日舉行，選舉喬治亞州副州長。 它將與其他各種全州選舉相吻合，包括參議院，聯邦眾議院和州長。 喬治亞州是21個副州長選舉獨立於州長選舉的州之一。